# Massacre de Bentiu em 2014
O massacre de Bentiu em 2014 ocorreu em 15 de abril de 2014 na cidade de Bentiu, no norte do Sudão do Sul, durante a Guerra Civil Sul-Sudanesa. O ataque foi descrito pelo The Economist como o "pior massacre" da guerra civil. 

## Prelúdio
Antes do ataque, as pessoas haviam buscado refúgio em locais de culto e cura, enquanto uma estação de rádio local apresentava comandantes rebeldes avisando certos grupos étnicos, exceto os nueres, de que seriam perseguidos, exortando os outros grupos a estuprarem as mulheres não-nueres.

## Ataque
Investigadores de direitos humanos  da ONU afirmaram que, depois que rebeldes expulsaram de Bentiu as forças governistas em batalhas pesadas, homens armados passaram dois dias caçando aqueles que acreditavam se opor a eles.  Os assassinos, identificados pelas Nações Unidas como forças do Movimento Popular de Libertação do Sudão na Oposição liderado por nueres, foram de lugar em lugar (mesquita, igreja e hospital), separando as pessoas por etnia e religião e matando aqueles que ficaram para trás.  Os civis foram mortos no hospital principal da cidade, em uma igreja católica e especialmente na mesquita de Kali-Ballee,  onde centenas se abrigaram e onde os rebeldes "separaram indivíduos de certas nacionalidades e grupos étnicos e os escoltaram para a segurança, enquanto os outros foram mortos", segundo um relatório da ONU.  Peter Par Jiek, proeminente ex-senhor da guerra e comandante pró-governo, escapou por pouco da morte durante o massacre. 
Uma semana após o ataque, os corpos ainda estavam espalhados pelas ruas. 

## Vítimas
O governo do Sudão do Sul declarou que o número de mortos pelo massacre ultrapassou quatrocentos. Somente na mesquita principal, "mais de 200 civis foram mortos e mais de 400 feridos", afirmou a missão da ONU no país. 
Segundo uma fonte, muitas das vítimas eram sudanesas, em particular comerciantes de Darfur e soldados do Movimento pela Justiça e Igualdade, um grupo rebelde sudanês de Darfur acusado de apoiar o governo do Sudão do Sul. Segundo a fonte, os combatentes do Movimento pela Justiça e Igualdade tiraram os uniformes e se esconderam na mesquita, antes de serem baleados. No entanto, um grupo sudanês de direitos humanos rejeitou esta alegação, dizendo que os mortos eram civis desarmados. 
Muitas outras vítimas eram civis e soldados do Exército Popular de Libertação do Sudão pertencentes ao povo dinka, um grupo étnico que tradicionalmente apoiava o governo. 

## Resultado
O líder rebelde Riek Machar declarou que suas forças não eram responsáveis pelos assassinatos  e o porta-voz rebelde Lul Ruai Koang disse que "as forças do governo e seus aliados cometeram esses crimes hediondos enquanto se retiravam". 
O massacre em Bentiu aumentou bastante a animosidade dos dinkas contra a etnia nuer em Bahr el Ghazal, que antes era amplamente pacífica e não afetada pela guerra civil. As famílias dos soldados dinkas mortos em Bentiu atacaram um soldado nuer do Exército Popular de Libertação do Sudão em Mapel, Bahr al-Ghazal Ocidental, em abril de 2014, resultando em confrontos inter-tribais e no massacre de até 200 soldados nueres por soldados dinkas. Essa violência levou à deserção em massa dos membros nueres do Exército Popular de Libertação do Sudão em Bahr el Ghazal, que depois fugiram para o norte, dentro do Sudão, durante uma longa marcha. 